# Fuentelsaz de Soria
Fuentelsaz de Soria é um município da Espanha na província de Sória, comunidade autónoma de Castela e Leão, de área 26,34 km² com população de 57 habitantes (2006) e densidade populacional de 2,01 hab/km².

## Demografia
| Variação demográfica do município entre 1991 e 2004 | Variação demográfica do município entre 1991 e 2004 | Variação demográfica do município entre 1991 e 2004 | Variação demográfica do município entre 1991 e 2004 |
| --------------------------------------------------- | --------------------------------------------------- | --------------------------------------------------- | --------------------------------------------------- |
| 1991                                                | 1996                                                | 2001                                                | 2004                                                |
| 68                                                  | 62                                                  | 56                                                  | 53                                                  |